# Юта фон Анхалт
Юта  или Юдит фон Анхалт (на немски: Jutta von Anhalt; † сл. 14 май 1277) от род Аскани е принцеса на Анхалт и чрез женитба господарка на Верле.
Тя е най-възрастната дъщеря на княз Хайнрих I фон Анхалт (1170–1252) и съпругата му Ирмгард от Тюрингия (1196–1244), дъщеря на ландграф Херман I. Най-големият ѝ брат е Хайнрих II (1215–1266), княз на Анхалт-Ашерслебен.
Юта се омъжва през 1231 г. (или на 10 март 1233 г.) за Николаус I фон Верле (* 1210, † 14 май 1277) от Дом Мекленбург. 

## Деца
- дъщеря, ∞ ок. 1284 Конрад I, граф на Гюцков
- дъщеря, ∞ Албрехт I, господар на Мекленбург
- Бернхард I (ок.  1245–ок.  1286), господар на Верле
- Хедвиг (1243–1287), ∞ Йохан II, маркграф на Бранденбург
- Хайнрих I (1245–1291), господар на Верле-Гюстров
- Йохан I ( ок. 1245–1283), господар на Верле-Пархим